# Siarhiej Antusiewicz
Siarhiej Antusiewicz (biał. Сяргей Антусевіч, ros. Сергей Антусевич; ur. 16 sierpnia 1973 w Brześciu) – białoruski działacz związkowy i polityk opozycyjny, członek Białoruskiego Frontu Ludowego, w latach 2003–2007 deputowany do Grodzieńskiej Miejskiej Rady Deputowanych, od 2011 roku zastępca przewodniczącego Białoruskiego Niezależnego Związku Zawodowego, od 2012 roku zastępca przewodniczącego Białoruskiego Kongresu Demokratycznych Związków Zawodowych.

## Życiorys
Urodził się 16 sierpnia 1973 roku w Brześciu, w obwodzie brzeskim Białoruskiej SRR, ZSRR. Należy do Białoruskiego Frontu Ludowego. W marcu 2003 roku, w drugiej turze wyborów lokalnych, został wybrany na deputowanego do Grodzieńskiej Miejskiej Rady Deputowanych. W marcu 2005 roku, w czasie powtórnych wyborów do Izby Reprezentantów Zgromadzenia Narodowego Republiki Białorusi III kadencji, przegrał według oficjalnych wyników z rektorem Grodzieńskiego Uniwersytetu Państwowego Siarhiejem Maskiewiczem.
W mediach Siarhiej Antusiewicz nazywany był ostatnim demokratą w Grodzieńskiej Radzie Miejskiej.

### Działalność związkowa
Siarhiej Antusiewicz pełnił funkcję przewodniczącego podstawowej organizacji robotników Białoruskiego Niezależnego Związku Zawodowego (BNZZ) w grodzieńskim przedsiębiorstwie „Grodno Azot”. W czasie VII zjazdu Białoruskiego Kongresu Demokratycznych Związków Zawodowych (BKDZZ) 11 grudnia 2008 roku kandydował na stanowisko zastępcy przewodniczącego tej organizacji, jednak przegrał z Mikałajem Kanachem stosunkiem głosów 50 do 24. W czasie VIII zjazdu BNZZ 18 kwietnia 2011 roku Antusiewicz kandydował na przewodniczącego tego związku, przegrał jednak z Mikałajem Ziminem (Zimin otrzymał 49 głosów delegatów, Antusiewicz – 17). Objął wówczas stanowisko zastępcy przewodniczącego BNZZ. W pierwszej połowie 2012 roku Antusiewicz został zastępcą przewodniczącego BKDZZ. 23 stycznia 2015 roku Rada BKDZZ jednogłośnie wybrała go na kolejną trzyletnią kadencję na to stanowisko.
W ramach swojej działalności związkowej Siarhiej Antusiewicz brał udział w licznych przedsięwzięciach międzynarodowych. W czasie zjazdu 3–4 kwietnia 2009 roku w Białowieży został wybrany na zastępcę przewodniczącego Międzyregionalnej Rady Związków Zawodowych Euroregionu Niemen, zrzeszających związki z Białorusi, Litwy, Polski i obwodu królewieckiego Federacji Rosyjskiej. W 2014 roku brał udział w zjeździe Ogólnopolskiego Porozumienia Związków Zawodowych. 25 listopada 2014 roku został wybrany na koordynatora 5. Grupy Forum Społeczeństwa Obywatelskiego Partnerstwa Wschodniego.

## Poglądy
Zdaniem Siarhiej Antusiewicza obecnie na Białorusi stosowane są inne metody fałszowania wyborów, niż 10 lat temu, i kandydaci opozycyjni w przypadku masowego poparcia ze strony wyborców mają szansę na zwycięstwo.